# 岩手県道228号佐比内彦部線
岩手県道228号佐比内彦部線（いわてけんどう228ごう さひないひこべせん）は、岩手県紫波郡紫波町を通る一般県道である。

## 概要
かつての遠野街道であり、遠野市から紫波方面への短絡ルートとなっている。
終点・彦部側のT字路は、かつて国道456号（盛岡方面）と一直線で繋がっており、国道456号花巻方面からの車両は一時停止する形となっていたが、後に道路改良が行われ、国道456号の導流を優先する形状になり、当路線から国道456号へ出る際は両方向に向かう場合も一時停止する形となった。

### 路線データ
- 起点：紫波郡紫波町佐比内（国道396号交点）
- 終点：紫波郡紫波町彦部字川前（国道456号交点）

## 地理

### 通過する自治体
- 紫波郡紫波町

### 交差する道路
- 国道396号（起点）
- 国道456号（終点）